# Campaña de Siria y el Líbano (1941)
La Campaña de Siria y el Líbano, también llamada Operación Exporter, fue la invasión por parte de los aliados de Siria y Líbano bajo control de la Francia de Vichy durante la Segunda Guerra Mundial entre junio y julio de 1941 debido a que la región servía como base para Alemania durante la Guerra anglo-iraquí.
La invasión del Levante Francés (Operación Exporter del 8 de junio al 11 de julio de 1941) estuvo dirigida por el Mando Supremo del General británico Henry Maitland Wilson al mando de tropas británicas, indias, australianas y de la Francia libre.
La revista Time se refirió a la invasión como "una demostración conjunta" mientras se llevaba a cabo y, en general, la campaña es aún poco conocida incluso en los países que participaron en la misma. Hay evidencia de que los censores aliados suprimieron o redujeron la información sobre aquella brutal lucha. Los Altos Mandos y políticos aliados creyeron que el conocimiento por parte de la opinión pública de los enfrentamientos contra las fuerzas francesas podría tener un efecto negativo en sus países.

## Trasfondo
La ofensiva aliada fue planeada con el objetivo de evitar que la Alemania nazi utilizara la República Siria y el Líbano francés, bajo control de la Francia de Vichy, como trampolines para atacar el baluarte aliado de Egipto, al mismo tiempo que los aliados luchaban en una campaña contra las fuerzas del Eje más al oeste, en el Norte de África. Pese a que los franceses habían cedido autonomía a Siria en septiembre de 1936, retuvieron el derecho a mantener allí sus Fuerzas Armadas y el control de dos bases aéreas en el territorio. El 1 de febrero de 1941, después de un golpe de estado, Iraq estaba controlado por fuerzas iraquíes pro-alemanas bajo el mandato de Rashid Ali. Entonces estalló la Guerra anglo-iraquí, la cual terminó con la ocupación de Iraq por parte del Reino Unido.
En mayo de 1941 el almirante François Darlan firmó en nombre de la Francia de Vichy un tratado con los alemanes conocido como los Protocolos de París. El tratado daba a los alemanes acceso a sus instalaciones militares en Siria. Pese a que los protocolos nunca fueron ratificados, el ministro de guerra de la Francia de Vichy, Charles Huntziger, envió órdenes a Henri Dentz, Alto Comisario de Francia en Siria, para que los aviones de la Fuerza Aérea Alemana (Luftwaffe) y los de la Real Fuerza Aérea Italiana (Regia Aeronáutica) pudieran repostar en Siria. Disfrazados como aviones iraquíes, los aviones alemanes e italianos aterrizaron en Siria en ruta hacia el Reino de Iraq durante la Guerra anglo-iraquí. Los alemanes también solicitaron permiso a la Francia de Vichy para usar el sistema ferroviario sirio con el fin de enviar armamento a los rebeldes iraquíes en Mosul, donde luchaban contra Archibald Wavell (comandante en jefe del Comando del Medio Oriente).
El 14 de mayo un bombardero Bristol Blenheim británico que volaba en una misión de reconocimiento aéreo sobre Palmira divisó un transporte Junkers Ju 90 despegando. Más aviones alemanes e italianos fueron vistos ese día, por lo que se respondió con una misión de ametrallamiento que fue autorizada esa misma mañana: los ataques contra los aviones alemanes e italianos instalados en Siria ocasionaron que seis aeronaves del Eje hubieran sido destruidas hacia el 8 de junio, mientras que las fuerzas de la Francia de Vichy declararon haber derribado un Bristol Blenheim el 28 de mayo y provocado que un Blenheim se viera obligado a un aterrizaje forzoso el 2 de junio. Por otra parte, un bombardero Martin 167F de la Francia de Vichy fue derribado sobre Palestina el 6 de junio de 1941.
El 18 de mayo 23 reclutas del Palmaj liderados por un oficial británico fueron transportados por barco a Trípoli con el objetivo de sabotear una refinería de petróleo (o una fábrica de armamento según otras versiones). Resultaron desaparecidos sin conocerse su destino hasta la actualidad.
En resumen, los dirigentes británicos, preocupados por la posibilidad de que el Tercer Reich utilizara los territorios controlados por la Francia de Vichy como base para un ataque contra las fuerzas Británicas en Egipto, otorgando a los alemanes una posición mucho mejor en la Campaña en África del Norte, sumado al apoyo del Alto Mando alemán al levantamiento antibritánico preparado en Iraq desarrollaron, encabezado por el comandante de las fuerzas británicas de Oriente Medio, el Mariscal de campo Archibald Wavell, un plan de actuación en Líbano y Siria oficialmente llamado "Operación Exporter". El plan detallado de ataque contra las fuerzas armadas de la Francia de Vichy en Líbano y Siria fue desarrollado por el general H. Maitland Wilson y predecía un impacto por 4 vías.

## Desarrollo
Grupos de las fuerzas australianas, el Palmaj y guías locales, vestidos con ropas tradicionales libanesas, se infiltraron en Líbano en misiones de reconocimiento previas al inicio de la "Operación Exporter" recopilando información sobre las fuerzas francesas de Vichy, su situación, así como rutas fuera de los caminos que pudieran usar. El 7 de junio de 1941, la noche anterior al ataque, una fuerza de reconocimiento compuesta por diez australianos, cinco miembros del Palmaj y un guía local cruzó la frontera de Palestina con Líbano desde Rosh Hanikra. A la 01:00, el grupo australiano había alcanzado los dos puentes que tenía como objetivo, descubriendo que ni estaban defendidos ni se habían colocado en ellos cargas explosivas. Aseguraron ambos puentes en una hora y tomaron posiciones defensivas para esperar la llegada de las fuerzas británicas a las 04:00, pero éstas no llegaron a la hora planeada. Ya en la mañana concluyeron estar en una posición vulnerable y estuvieron de acuerdo con el plan del comandante del grupo de fuerzas Palmaj Moshé Dayán de atacar por iniciativa propia una estación de policía cercana que les ofrecía una mejor posición defensiva, dominando ambos puentes; desconociendo que la estación funcionaba como puesto de mando regional y era custodiada por fuerzas de la Francia de Vichy los 16 comandos fueron atacados intensamente cuando se dirigían a ella, tras un rápido asalto tomaron la estación de Policía en el que murieron varios de sus defensores y se retiraron el resto. Rápidamente el equipo se preparó para defenderse del inminente contraataque con las municiones y armas francesas capturadas aumentando su limitado y escaso arsenal, después de unas horas los refuerzos franceses rodearon el edificio y lo atacaron fuertemente, a las 07:00 Dayán subió al techo de la estación para localizar a los atacantes con sus binoculares, cuando logró enfocarlos fueron alcanzados por una bala estrellando una mezcla de cristal y metal contra su cráneo, el grupo defendió la posición durante seis horas hasta que la vanguardia de las fuerzas de invasión alcanzó su posición y pudieron ser evacuados.
El 8 de junio la Séptima División de Infantería Australiana del General Sir John Lavarak, ayudada por guías del Palmaj, avanzó a lo largo de la costa de San Juan de Acre hacia Beirut cubierta por los cañones de la marina británica, tomando Tiro en su avance, y encontrando poca resistencia de las fuerzas de la Francia de Vichy al sur del río Litani por encontrarse éstas dispersas y desorganizadas. La 21.ª Brigada australiana intentó cruzar el río Litani

### Batalla del Río Litani
Retrasados un día por las condiciones marítimas sufridas en viaje desde Chipre a bordo del HMS Glengyle los Comandos escoceses No.11 (Layforce), bajo las órdenes del teniente coronel Richard R. N. Pedder llegaron a la costa de Líbano el 9 de junio, tenían la misión de tomar un puente cercano a la desembocadura del río Litani desde la orilla norte cerca de Kafr Bada y evitar que los defensores lo inutilizaran. Este retraso dio a las fuerzas armadas de la Francia de Vichy suficiente tiempo para destruir el puente. 
 

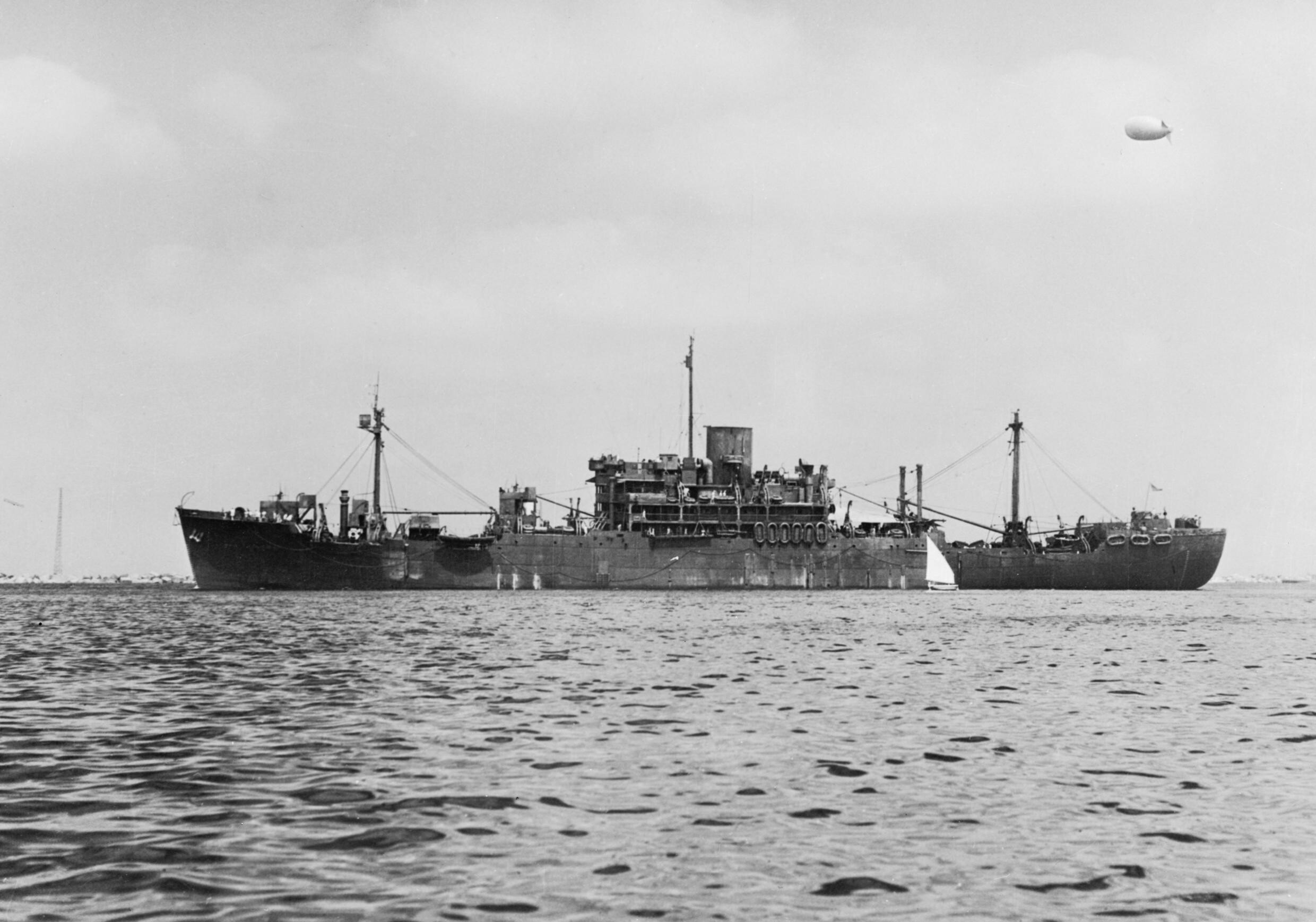
HMS Glengyle

Antes de llegar a la costa, el grupo de ataque esperó al alba con el fin de ocultar su aproximación lo mejor posible. La fuerza se dividió en tres destacamentos con Pedder dirigiendo el centro, el mayor Geoffrey Kayes (segundo al mando) dirigiendo el destacamento derecho y el capitán George More, el izquierdo. A pesar de que desembarcaron sin oposición, el destacamento al sur liderado por Keyes descubrió que lo habían hecho en la orilla equivocada del río. Conforme su destacamento avanzaba hacia el objetivo, los miembros del 22vo Regimiento de Tiradores Argelinos que estaban defendiendo el área abrieron fuego y se inició el enfrentamiento. Murió el teniente coronel Richard R. N. Pedder en la batalla y fueron heridos varios oficiales del destacamento derecho. A pesar de esto, bajo las órdenes del mayor Geoffrey Kayes, el destacamento resistió y logró asegurar un edificio de barracas cercano a uno de los reductos clave para la defensa de la posición. Al mismo tiempo, el destacamento izquierdo del capitán George More capturó cierta cantidad de prisioneros, obuses y artillería de campo, pero, mientras la sorpresa inicial se iba disipando, los defensores fueron capaces de reorganizarse y la lucha se volvió más intensa a la vez que los franceses de Vichy, llevaron morteros y artillería, alcanzándose un punto muerto. 

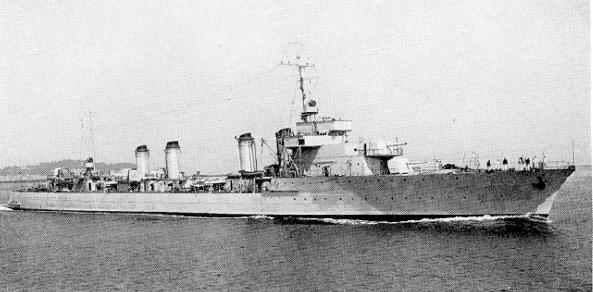
Fotografía de la División de Inteligencia Naval del Departamento de Marina de Estados Unidos del Guépard el 9 de noviembre de 1942

Mientras esto sucedía, el destacamento derecho al mando de Geoffrey Kayes, consciente de estar en la orilla equivocada del río, contactó con un batallón australiano al sur que llevó un bote con el que pudieron cruzar todos los Comandos, después de varios viajes, con la ayuda de los soldados australianos, ya que fueron bombardeados por el Guépard y el Valmy y la artillería australiana tuvo que alejar a los dos destructores franceses que se habían acercado a la costa para cañonearles. Tras haber cruzado, Keyes fue capaz de tomar el mando de la Layforce y llevar a cabo una reorganización tras la cual fue capaz de lanzar un asalto al reducto, siendo capturado a las 13:00, y asegurado el cruce del río Litani. 

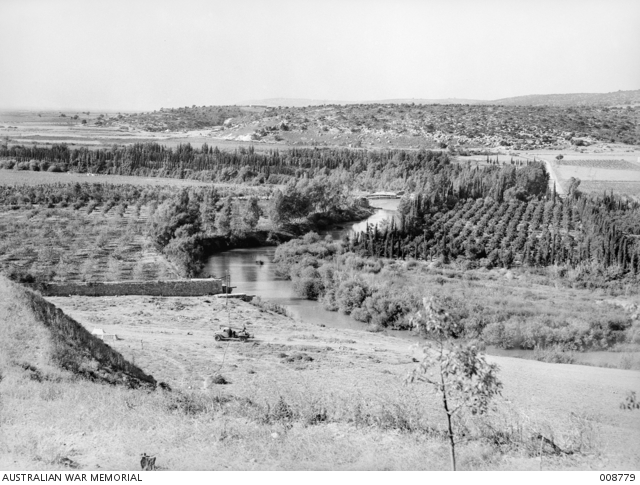
Vista del Rio Litani fotografía tomada en junio de 1941.

De los 406 comandos que desembarcaron, 130 resultaron muertos o heridos, incluido su oficial al mando, durante las casi 29 horas de lucha. Pese a ser sobrepasados en número y estar escasos de munición y alimentos, lograron mantener la posición el tiempo suficiente para que los australianos cruzaran el río y continuaran su avance en dirección a Beirut. Poco tiempo después, los Comandos No.11 regresaron a sus cuarteles en Chipre. El mayor Geoffrey Kayes recibió por esta batalla la "Military Cross".

### Batalla de Jazzin

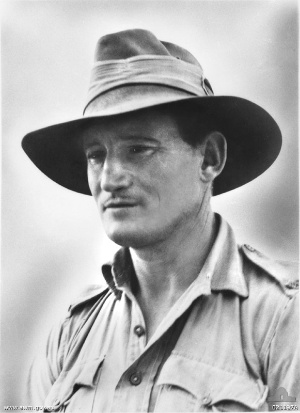
Cabo James Hannah "Jim" Gordon

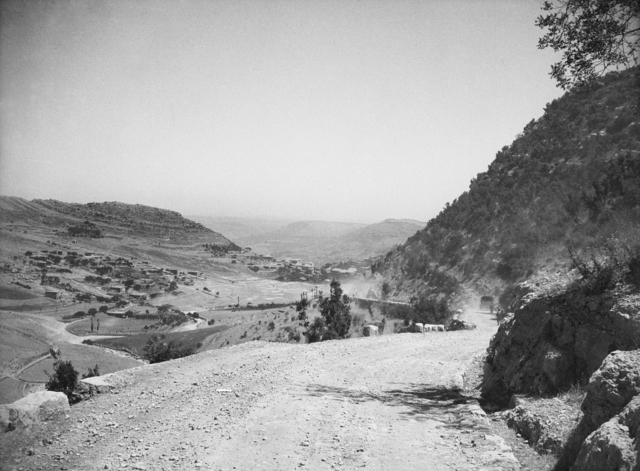
Vía por Jazzin, Líbano durante la invasión Aliada, este tramo del camino fue conocido como la "milla de la locura" por las fuerzas australianas.

Habiendo sido tomadas ambas orillas del río Litani, la 7.ª División de Infantería Australiana continuó su avance en dos columnas, con la 21.ª Brigada de Infantería Australiana habiéndose movido por la costa desde Tiro atravesando el rio Litani y prosiguiendo en dirección hacia Sidón tras un enfrentamiento el 12 de junio a lo largo del río Zahrani contra las fuerzas de Vichy, mientras la 25.ª Brigada de Infantería Australiana ingreso a Líbano desde Metula hacia Maryayún y Jazzin tomando el pueblo de Khirbe en el trayecto, el Brigadier Alfred Baxter-Cox fue enviado para organizar un grupo de caballería, artillería y pioneros australianos (ingenieros) con la misión de conquistar las tierras altas de la cresta Kafr Hounin, el regimiento Cheshire Yeomanry procedió en dirección al norte a lo largo del camino desde Zhaltan a Sidón vía Jazzin estando previsto que los pusiera en contacto con la 21.ª Brigada de Infantería Australiana; el camino de Jazzin demostró ser desafiante siendo una carretera estrecha y tortuosa además de su ausencia de registro en los mapas y la falta de señalizaciones provocó que estos se perdieran, al amanecer el regimiento llegó a Kafr Hounin en donde una unidad Francesa los atacó con fusiles, poco después de la confrontación el regimiento de caballería continuo su avance hacia la colina dominante de Jazzin donde descubrieron posiciones francesas fuertemente defendidas. 

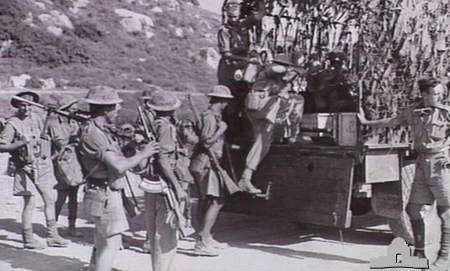
Refuerzos del 2/14.º Batallón de Infantería Australiana el 13 de junio de 1941

 En el trascurso del 13 de junio habiendo llegado el grueso de la Brigada de Baxter-Cox comenzó el ataque con apoyo de un intenso bombardeo de artillería y morteros, el 2/31.º Batallón de Infantería Australiano quedó bajo fuego de las fuerzas Francesas de Vichy desde la colina que dominaba la localidad, sufriendo numerosos heridos y muertos entre sus miembros incluyendo a su oficial comandante Selwyn Porter que fue herido en un muslo, tras una virulenta resistencia de los Franceses con fuego de ametralladoras y granadas el 2/31.º Batallón de Infantería Australiano logró tomar sus defensas tras sangrientos y lentos avances, incluyendo en el que el soldado raso James Hannah "Jim" Gordon se arrastró hasta acercarse a un nido de ametralladoras y cargó con la bayoneta calada contra cuatro soldados que en él combatían, pudiendo avanzar su compañía; tras lograr expulsar a las fuerzas francesas de la colina los defensores se reagruparon al este de las crestas y el oeste del camino, tras esto las fuerzas de la Commonwealth finalmente aseguraron Jazzin.

### Batalla de Al-Kiswah
Mientras tanto, la 5.ª Brigada de Infantería india, comandada por el brigadier Wilfrid Lewis Lloyd, atraviesa la frontera palestina hacia Siria con el objetivo de tomar Quneitra y Daraa y la 1.ª División de 
Infantería de la Francia libre, liderada por Paul Legentilhomme, se adentra en el interior hacia Damasco.

Las fuerzas indias y francesas libres habían logrado tomar para el 12 de junio Daraa, Sheik Meskine e Izra en el camino de Daraa a Damasco y ahora se encontraban frente a Al-Kiswah, ese mismo día estas tropas fueron unidas en un solo grupo, la fuerza fue llamada Gentforce por su comandante quien, al ser herido casi inmediatamente después 

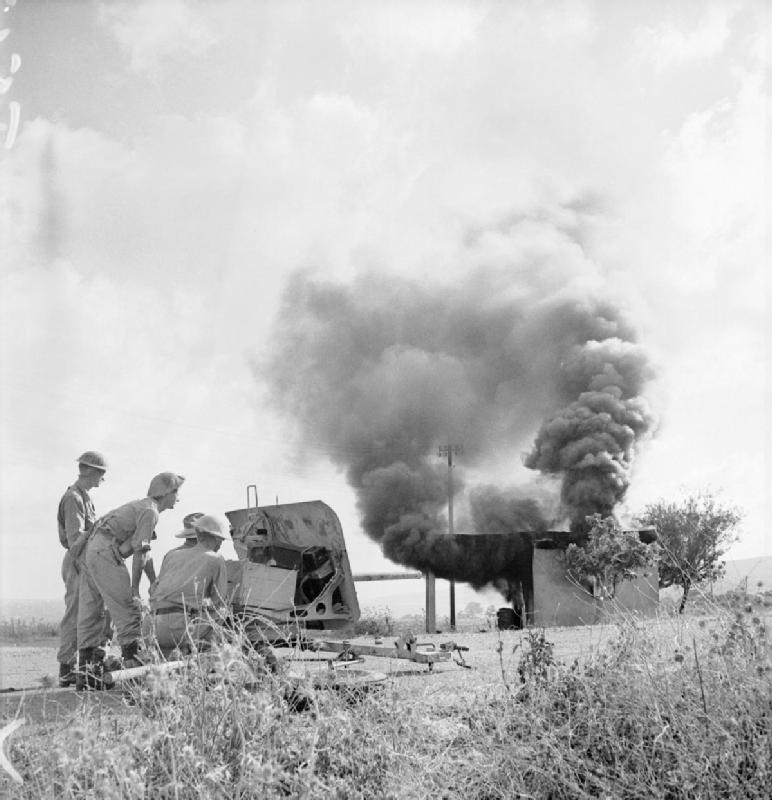
Soldados británicos utilizando un cañón antitanque QF 2pdr durante su avance en Siria el 13 de junio de 1943

 de tomar el mando, fue remplazado por el brigadier W. Lloyd el 14 de junio

Mapa de la región donde se desarrollaron las batallas de Al-Kiswah y Damasco

Al-Kiswah era una posición fuertemente defendida, al este del camino jardines y casas del poblado proveían cobertura para la infantería y tanques apoyados por considerables trabajos de defensa en las escarpadas elevaciones de Jebel el Kelb y Jebel Abou Atriz por detrás; mientras que al oeste del camino se encontraban las colinas de Tel Kissoué, Tel Afar y Jebel Madani dominando los caminos a Damasco desde Quneitra y Daraa, el terreno sembrado de peñascos era virtualmente intransitable por vehículos de ruedas a excepción del camino principal y hacia aún el avance a pie difícil; además de todo esto el río Awaj se había inundado frente a las posiciones francesas en medio de la línea de avance aliado.
A las 4:00 del 15 de junio las tropas indias lanzaron un asalto frontal que por casualidad coincidió con un relevo de la vanguardia vichista, tras una fiera lucha la villa fue tomada a las 8:30 y para las 9:00 las tropas indias se abrían camino hacia las colinas tras la villa que coronaban el camino principal desde el oeste capturando en una hora Tel Kissoué.
Mientras tanto en el flanco izquierdo, sobre el río, la villa de Monkelbe era asegurada por marinos de la Francia libre hacia las 11:30.
La segunda fase del ataque comenzó a las 11:00 con las fuerzas francesas libres cruzando el río hacia las colinas a la derecha del camino a Damasco, habiendo capturado Jebel Kelb el avance se detuvo en Jebel Abou Atriz, mientras que en el flanco derecho un movimiento de flanqueo de tanques de la Francia libre fue detenido por el fuerte bombardeo de la artillería de Vichy.

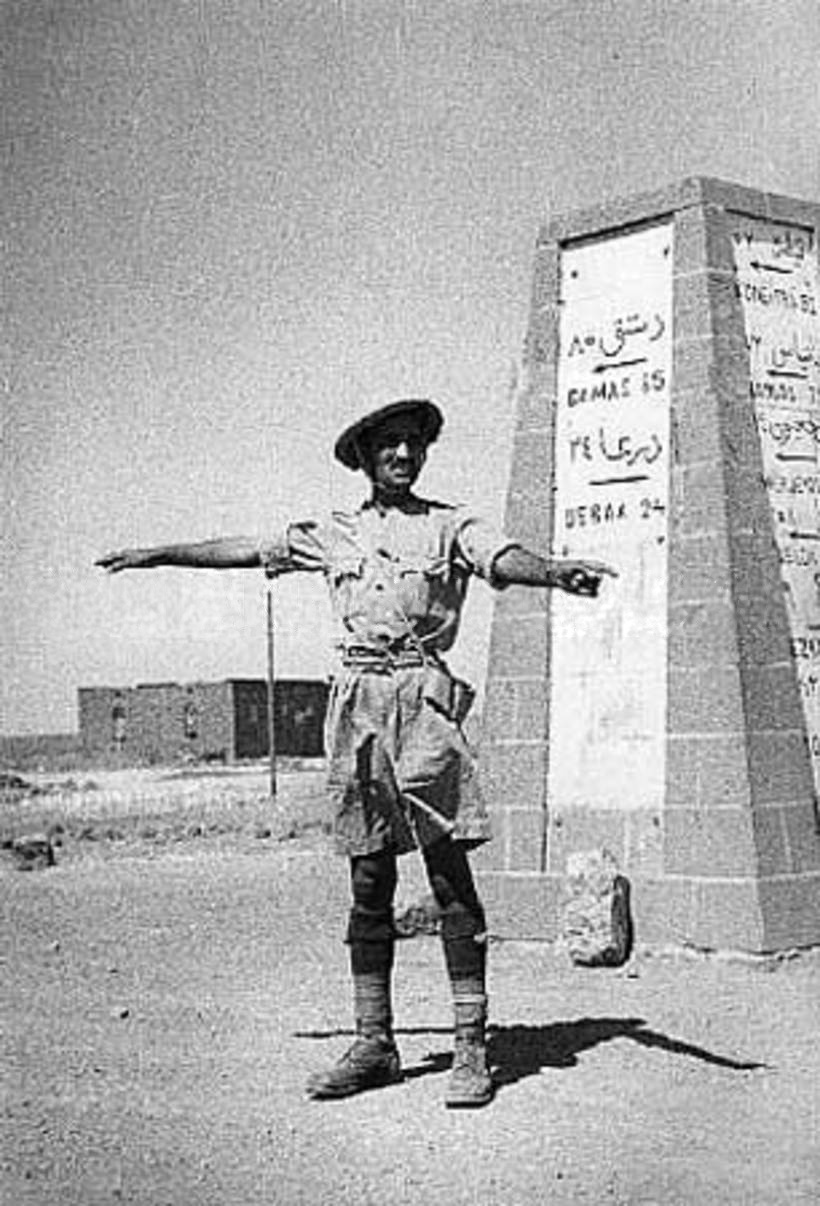
Policía militar de la 5.ª Brigada de Infantería india dirigiendo el tránsito militar en la carretera de Daraa a Damasco en 1941

 Peores noticias llegaron a Wilfried L. Lloyd de las fuerzas aliadas en Quneitra, en el otro camino principal hacia Damasco desde el sur, quienes habían reportado una fuertemente armada fuerza de la Francia de Vichy aproximándose desde el norte y aún peor, las propias líneas de comunicación estaban bajo amenazadas por la captura de Ezra por tropas tunecinas de Vichy que habían avanzado a campo abierto desde Tel Soutaine al este, estando Ezra a solo 9.7 km al este de Sheik Meskine en el camino principal al sur de Al-Kiswah.
Lloyd decidió que el avance rápido hacia Damasco sería la mejor forma de tratar con la situación crítica, envió dos compañías de la Francia libre y artillería al sur hacia Sheik Meskine para reforzar los dos escuadrones de la Fuerza fronteriza Transjordana que habían tomado posiciones defensivas a través del camino hacia Ezra al este de Sheik Meskine, y ordenó a la Brigada India avanzar.
Durante la noche del 15 de junio abriéndose paso entre las colinas a la izquierda de Al-Kiswah hacia el camino a Damasco las tropas indias tomaron Artouz en la vía de Quneitra a Damasco, cortando las comunicaciones de la retaguardia de las fuerzas de la Francia de Vichy que avanzaban a Quneitra.
En la mañana del 16 de junio se reportó falsamente que Ezra habla sido retomada por las fuerzas aliadas, la realidad en Quneitra era menos esperanzadora, sobrepasados 3 a 1 y enfrentándose a tanques contra los que no tenían medidas efectivas, los defensores aliados, compuestos tan solo por un batallón de Fusileros Reales resistieron hasta que rodeados y virtualmente sin munición, sus 13 oficiales y 164 hombres sobrevivientes se rindieron a las 19:00 del 16 de junio.
A pesar de este evento que ponía en peligro las líneas de suministros de la Gentforce se decidió empujar el frente hacia Damasco, esto forzó al comandante de las fuerzas de la Francia de Vichy a retirar sus fuerzas de flaqueo.

### Batalla de Damasco
El grave revés que había supuesto la pérdida de Quneitra el 16 de junio implicaba una alarmante amenaza para las fuerzas aliadas en el sur de Siria, pesé a lograr retomar la ciudad el 18 de junio, las fuerzas francesas en retirada de esta aún suponían una amenaza potencial a las líneas de comunicaciones y suministros de la Gentforce, a pesar de esto se reafirmó la decisión de que un empuje temprano sobre Damasco provocaría que estas fuerzas se retiraran para apoyar la defensa de la capital.
El plan implicaba que las fuerzas de la 5.ª Brigada de Infantería india avanzara hacia el norte desde sus posiciones en Artouz atravesando el territorio al oeste del camino en dirección a Mazzeh, en esa época Mazzeh era una población grande en el cruce de caminos entre Beirut y Damasco a unas tres millas al oeste de la propia Damasco, los suministros, municiones y fuerzas antitanques de la brigada los seguirían de cerca por el camino, al mismo tiempo las fuerzas Francesas libres avanzarían por el camino Al-Kiswah-Damasco para capturar Qadim como preliminar a la capital siria a unas cuatro millas al norte.
El 18 de junio a las 20:30 las tropas indias se movieron y lucharon abriéndose camino hacia el norte, alcanzando Mazzeh a las 4:15 y, tras un feroz combate en espacios cerrados, Mazzeh fue tomado a las 5:30, a pesar de esto había un serio problema para las fuerzas aliadas, las fuerzas que llevaban el equipo y las armas antitanque por el camino principal se adelantaron a la infantería y se vieron frente a un bloqueo de las fuerzas de Vichy donde destruyeron a la mayoría de los vehículos.
Además el avance planeado de las fuerzas de la Francia Libre a Qadim se había atrasado, permitiendo a los defensores de Vichy enfocarse en los combates en Mazzeh y poniendo intensa presión sobre la posición aliada y frustrando cualquier intento de refuerzos y las vitalmente necesitadas armas antitanque.
El 15 de junio la Luftwaffe lanzó ataques contra las posiciones navales británicas y el 16 de junio el Chevalier Paul, un destructor de la clase Vauquelin, es torpedeado por la aviación británica. Sin embargo, a partir del 17 de junio la batalla se estanca. Nuevas fuerzas se involucran con la aparición de la 6.ª División de Infantería Británica uniéndose a la 5.ª Brigada de Infantería india y con Lavarak tomando el mando de las operaciones terrestres en el sur de Siria y en Líbano. A partir del 18 de junio él dirigirá todas las unidades excepto la Habforce, la 10.ª División de Infantería india y la 1.ª División de Infantería francesa libre del general Legentilhomme.
La Habforce y la Legión Árabe entran a Siria por Iraq el 21 de junio.